# 張玉法
張玉法（1935年2月1日—），中華民國歷史學家，中央研究院院士。

## 生平
張玉法幼時生長於山東嶧縣。第二次國共內戰爆發後，曾就读于烟台联合中学，后與同學隨中華民國政府自山東輾轉南下流亡。
1949年，在澎湖七一三事件後入澎湖防衛司令部子弟學校。1955年畢業於員林實驗中學。於1959年獲國立臺灣師範大學授予史地學學士學位，並於1964年獲國立政治大學頒授新聞研究所碩士學位，其間曾於基隆中學任史地教員。後赴美國留學，並於1970年獲哥倫比亞大學頒歷史研究所碩士學位。

1964年，張玉法進入中央研究院近代史研究所工作，專研中國近現代史，著作等身，先後歷任助理研究員、副研究員、研究員，並於1982年出任近史所副所長，1985年至1991年間出任近史所所長，1992年當選為中央研究院院士。自1971年起，他先後在國立臺灣師範大學、國立政治大學及國立臺灣大學等校歷史研究所兼任教授、民國歷史文化學社編審委員。

其重要作品有《清季的立憲團體》、《清季的革命團體》、《民國初年的政黨》、《辛亥革命史論》、《中國現代史》等十多部；《中國現代史》曾經是臺灣各大學現代史課程常用教科書。1977年，張玉法將《中國現代史》交由東華書局出版。

## 作品
- 《先秦時代的傳播活動及其對文化與政治的影響》 （臺北嘉新水泥公司文化基金會 1966年 206頁）
- 《先秦的傳播活動及其影響》 （臺灣商務印書館 1993年 272頁）
- 《清季的立憲團體》 （近史所專刊之28 1971年 554頁）
- 《清季的革命團體》 （近史所專刊之32 1975年 746頁）
- 《中國現代史》 （臺北臺灣東華書局 1978年 769頁）
- 《中國近代現代史》 （臺北臺灣東華書局 1978年 469頁）
- 《中國現代史略》 （臺北臺灣東華書局 1978年 300頁）
- 《歷史學的新領域》 （臺北聯經出版 1979年 228頁）
- 《中國現代化的區域研究——山東省（1860-1916）》 （近史所專刊之43 1982年 885頁）
- 《民國初年的政黨》 （近史所專刊之49 1985年 584頁）
- 《中國現代政治史論》 （臺北臺灣東華書局 1988年 309頁）
- 《歷史講演集》 （臺北東大圖書公司 1991年 446頁）
- 《近代中國工業發展史》 （臺北桂冠圖書公司 1992年 298頁）
- 《辛亥革命史論》 （臺北三民書局 1993年 617頁）
- 《中華民國史稿》，臺北，聯經出版，1998年[2]